# Zone
Zone (Abkürzungen: Z, Z.; von griechisch ζώνη zōnē „Gürtel“) bedeutet allgemein so viel wie Bereich, Areal und Abschnitt. Konkret wird damit ein abgrenzbarer Teilbereich eines Ganzen bezeichnet, der bei Betrachtung eines bestimmten Aspekts zu einer kompletten Einteilung in mehrere unterscheidbare, nebeneinander liegende Teilbereiche des Ganzen (benachbarten Zonen) führt. Solche Aspekte von Ganzheiten können beispielsweise das Klima, die Windsysteme oder die Vegetation der Erde; aber auch festgelegte Gebiete für den Verkehr, die Infrastruktur oder die Verwaltungsgliederung sein. Die Einteilung in Zonen wird als Zonierung bezeichnet.
Wird eine Zone in gleicher Art und Weise nochmals untergliedert, spricht man von einer Subzone. Die Vorsilbe Sub- wird indes auch für Zonen verwendet, die „unter“ – also außerhalb – der Bezugszone liegen, wie bei den Subtropen.

## Geographie
Zone ist ein zentraler Begriff der Geographie und beschreibt Regionen oder Areale, die sich abgestuft über oder zwischen anderen Regionen oder über den ganzen Erdball ziehen.
Beispiel: Zeitzone

### Geozonen
Geozonen beziehen sich auf die Einteilung des gesamten Erdballes. Grundlage sind immer die Klimazonen, die prinzipiell zwischen Breitenkreisen weltumspannend sind, während abgeleitete Zonenbegriffe mehrfach innerhalb eines Breitengrades vorkommen können.
Weitere Beispiele:
- Windzonen
  - Ostwindzone
  - Passatzone
  - Westwindzone
- „Landschaftszonen“ 
  - Vegetationszonen
  - Zonobiome
  - Ökozonen

### Biostratigraphie
- Biozonen sind das Grundelement der Biostratigraphie, die sich mit der Gliederung und der relativen chronologischen Bestimmung von Gesteinseinheiten mit Hilfe von Fossilien befasst. Die Biozone bezeichnet als chronologische Einheit eine auf der Lebensdauer einer biologischen Art beruhende Zeitspanne und als stratigraphischer Begriff die innerhalb dieser Zeitspanne neu gebildeten Gesteine.
- Phylo-Zone umfasst die Existenzdauer einer abgegrenzten Art innerhalb einer evolutionären Entwicklungsreihe.
- Reichweiten-Zone repräsentiert den Abschnitt des zeitlich-stratigraphischen und geographischen Vorkommens eines oder mehrerer Taxa.

### Militärische Zonen
- Besatzungszonen
  - Sowjetische Besatzungszone
  - Bizone oder Doppelzone
  - Trizone
  - Zone A
  - Zone B
- Neutrale Zone
- Sperrzone
- Atomwaffenfreie Zone
- Entmilitarisierte Zone
- Demilitarisierte Zone (Korea)
- 12-Seemeilen-Zone (internationales Seerecht)
- Meereszonen
- Schutzzone um wichtige öffentliche Gebäude, siehe Bannmeile
- Zone – russisch: Зона – abgegrenzter und überwachter Arbeitsbereich für Kriegsgefangene in der Sowjetunion

### Politische Begriffe
- Gentechnikfreie Zone
- Eurozone
- National befreite Zone (Unwort des Jahres 2000)
- Zone, Ostzone oder Sowjetzone: Abwertende Bezeichnung für die aus der Sowjetischen Besatzungszone hervorgegangene Deutsche Demokratische Republik (DDR). Durch Verwendung dieser Begriffe anstelle der offiziellen Staatsbezeichnung konnte man u. a. zum Ausdruck bringen, dass man die DDR, entsprechend der offiziellen westdeutschen Politik der 1950er und -60er Jahre, nicht als Staat anerkennt. Innerhalb der DDR brachte die Verwendung des Begriffes eine regimefeindliche Haltung zum Ausdruck.

### Städtische Viertel
„La zone“ beschreibt die um 1950 in den unbebauten Vororten von Paris entstandenen Ghettos, in denen hauptsächlich Einwanderer leben. Sie entstanden damals, als neben frz. Provinzlern auch Nordafrikaner, Italiener und Portugiesen nach Frankreich kamen, um dort in der Bauindustrie zu arbeiten. Trotz ihrer Gehälter fanden viele keine Wohnungen und mussten deshalb in Zelten, Baracken, in Schmutz, ohne fließendes Wasser und Heizung leben. Die „Zonen“ gibt es teilweise heute noch vor Paris, allerdings ist der Grund heute eher die Armut der Einwanderer, die, gerade wenn sie illegal von Afrika kommen, kaum eine Chance auf eine normale Arbeit haben.

### Raumplanung
- In der Raumplanung in der Schweiz bezeichnet die Zone die Nutzung eines Gebiets (Landwirtschaftszone, Bauzone, Zone zu besonderen Zwecken) usw., siehe hierzu Zonenplan

## Verkehr

### Straßenverkehr
- Verkehrsberuhigter Bereich, bedingt vergleichbar mit der Begegnungszone (Schweiz)
- Tempo-30-Zone, auch als „verkehrsberuhigter Geschäftsbereich“ (Tempo-20-, Tempo-10-Zone)
- Parkverbotszone, unter Umständen in Verbindung mit der Blauen Zone
- Kurzparkzone
- Fußgängerzone
- Umweltzone

### Öffentlicher Personenverkehr
- Tarifzone, Zonentarif. Siehe unter Verkehrsverbund und Verkehrsgemeinschaft.

## Physik und Technologie
- die Brillouin-Zone in der Festkörperphysik
- die Zone in der Kristallographie
- Zonenschmelzverfahren in der Herstellung
- das Zonensystem zur fotografischen Belichtungssteuerung nach Ansel Adams

## Informatik
- Zone (DNS), Konzept aus dem Domain Name System des Internets
- Demilitarisierte Zone (Netzwerktechnik)
- Gruppe benachbarter Spuren einer Festplatte, welche identische Anzahl an Blöcken beinhalten (siehe auch Festplattengeometrie)
- Eine logische Gruppe von Rechnern in einem AppleTalk-Netzwerk

## Biologie, Medizin und Menschen
- Erogene Zone
- Gräfenberg-Zone
- Distanzzonen (siehe: Nonverbale Kommunikation)
- Pollenzone ist eine sprachliche Fehlbenennung der nicht räumlichen, sondern zeitlichen Abfolge von Pflanzengesellschaften
- Verlandungszonen entstehen bei der Verlandung von Gewässern
- Tropholytische Zone
- Trophogene Zone

## Sport
- Strike Zone (Baseball)
- Zone (Basketball)